# Lost in Space Part I
Lost in Space (Part I) міні-альбом гурту Avantasia до альбому The Scarecrow.

## Список композицій
Автор музики і слів Тобіас Саммет. 
| #     | Назва                                    | Тривалість |
| ----- | ---------------------------------------- | ---------- |
| 1.    | «Lost in Space»                          | 3:52       |
| 2.    | «Lay All Your Love on Me (ABBA кавер»    | 4:23       |
| 3.    | «Another Angel Down»                     | 5:42       |
| 4.    | «The Story Ain't Over»                   | 4:59       |
| 5.    | «Return to Avantasia»                    | 0:47       |
| 6.    | «Ride the Sky» (Lucifer's Friend кавер)» | 2:52       |
| 17:53 |                                          |            |

## Бонусні матеріали
1. Lost in Space (Відео кліп)
2. Lost in Space (Зйомки відео)
3. Фото + постер

## Склад учасників
- Тобіас Саммет — Вокал, бас-гітара
- Саша Пет — ритм- і соло-гітара
- Ерік Сінгер — Ударні, вокал (Трек 6)
- Міро — Клавішні/оркестровки

### Запрошені вокалісти
- Йорн Ланде (Трек 3)
- Боб Кетлі (Трек 4)
- Аманда Сомервілль (Треки 1, 4)

### Запрошені музиканти
- Хеньо Ріхтер — Додаткова соло-гітара (Трек 3)

## Чарти
| Чарт      | Місце |
| --------- | ----- |
| Швеція    | 3 і 4 |
| Норвегія  | 4     |
| Німеччина | 9     |
| Австрія   | 48    |
| Франція   | 66    |